# Augangela
Augangela is een geslacht van vlinders uit de familie van de wespvlinders (Sesiidae), onderfamilie Sesiinae.
Augangela is voor het eerst wetenschappelijk beschreven door Edward Meyrick in 1932. De typesoort is Augangela xanthomias.

## Soort
Augangela omvat de volgende soort:
- Augangela xanthomias Meyrick, 1932